# Jaan de Graaf
Jaan de Graaf (Spakenburg, 28 juli 1955) is een Nederlands voormalig voetballer. Hij behaalde zijn grootste successen bij de zaterdagamateurs van IJsselmeervogels. Ook was hij prof bij AZ’67 en Go Ahead Eagles.
De Graaf was een veel scorende aanvaller, die ook bekendheid kreeg omdat hij – vanwege zijn geloof – nooit op zondag wenste te voetballen.
De Graaf maakte in 1973 zijn debuut in het eerste elftal van IJsselmeervogels. In totaal speelde hij 323 wedstrijden voor de club, waarin hij 199 keer scoorde. Met IJsselmeervogels werd De Graaf onder meer vijf keer zaterdagkampioen en drie keer landskampioen. In het seizoen 1974/75 haalde de club met De Graaf de halve finales van de KNVB Beker.
Gedurende zijn periode bij IJsselmeervogels klopten verscheidene profclubs aan bij De Graaf. Uiteindelijk ging De Graaf in 1978 naar AZ’67, op voorwaarde dat hij niet op zondag hoefde te spelen. Na een periode bij AZ verhuisde De Graaf naar Go Ahead Eagles. Hij speelde in het betaalde voetbal 67 wedstrijden, waarin hij 28 keer scoorde. In 1987 nam hij afscheid, al keerde hij in 1990 nog even terug bij IJsselmeervogels. Hij speelde nog eens drie wedstrijden voor de club, maar moest uiteindelijk geblesseerd opgeven.
In 2012 werd De Graaf benoemd tot erelid van IJsselmeervogels.